# ماريو زايدل (لاعب كرة قدم)
ماريو زايدل (بالألمانية: Mario Seidel)‏ هو لاعب كرة قدم ألماني، ولد في 19 يناير 1995 في برلين في ألمانيا. لعب مع إرتسغيبيرغه آوه.

## وصلات خارجية
- ماريو زايدل على موقع قاعدة بيانات كرة القدم.إي يو (الإنجليزية)
- ماريو زايدل على موقع Soccerway.com (الإنجليزية)
- ماريو زايدل على موقع عالم كرة القدم.نت (الإنجليزية)